# Santa Barbara (Kalifornia)
Santa Barbara – miasto w zachodniej części Stanów Zjednoczonych, w stanie Kalifornia, nad Oceanem Spokojnym. Miasto ma 92,3 tys. mieszkańców, a hrabstwo Santa Barbara ma ok. 450 tys. mieszkańców.
W mieście rozwinął się przemysł spożywczy, elektrotechniczny, metalowy oraz chemiczny.

## Miasta partnerskie
- An Daingean (Dingle), Irlandia
- Palma de Mallorca, Hiszpania
- Puerto Vallarta, Meksyk
- San Juan, Filipiny
- Toba, Japonia
- Weihai, ChRL
- Jałta, Ukraina